# 堀直興
堀 直興（ほり なおおき、寛政5年8月13日（1793年9月17日） - 文政4年6月10日（1821年7月9日））は、江戸時代後期の大名。信濃国須坂藩の第10代藩主。信濃須坂堀家10代。第9代藩主・堀直皓の長男。母は細川興晴の娘。正室は立花種周の娘。官位は従五位下、淡路守。
文化10年（1813年）、父・直皓の隠居により家督を相続するが、文政4年（1821年）に死去した。男子が全て早世していたため、三弟の直格を養子に迎えて跡を継がせた。

## 系譜
父母
- 堀直皓（父）
- 芳野 ー 側室（母）

正室
- 熙 ー 立花種周の娘

養子
- 堀直格 ー 実弟